# Konary (powiat wołomiński)
Konary (nazwa oboczna: Kolonia Konary 	) – wieś w Polsce położona w województwie mazowieckim, w powiecie wołomińskim, w gminie Tłuszcz. Ma status sołectwa.
Nazwę ustalono z dniem 1 stycznia 2016 r.
W latach 1975–1998 miejscowość administracyjnie należała do województwa ostrołęckiego.
Wierni Kościoła rzymskokatolickiego należą do parafii Błogosławionych Męczenników Podlaskich w Tłuszczu.